# Demonax nigropiceus
Demonax nigropiceus är en skalbaggsart som beskrevs av Dauber 2003. Demonax nigropiceus ingår i släktet Demonax och familjen långhorningar. Inga underarter finns listade i Catalogue of Life.